# Brave heart
《brave heart》為林原惠第28張單曲，於2001年12月29日發行。
由King Records發行、販售（KICM-3021）。

## 概要
- 東京電視台播放的電視動畫《通靈王》的插入曲，在動畫中播放。
- 收錄了標題曲兩種版本的音源：原版是男性合聲，Moonlit Version則以女性合聲為主體。原版中負責合音的為高橋剛，Moonlit version則是林原本人負責。Moonlit version裡在前奏部分重新編曲，整體來說變成以鋼琴為主的旋律。
- 由太田美知彥作曲，這在林原惠的歌曲來說是很難得的。在此作以前，2000年太田曾為《數碼寶貝大冒險》寫過同名樂曲。

## 收錄曲
1. brave heart [4:14]
  - 作詞：MEGUMI、作曲：太田美知彥、編曲：十川知司 合音：高橋剛
  - 東京電視台系電視動畫《通靈王》插入曲
2. 閃亮的碎片 [4:43]
  - 作詞・作曲：、編曲：十川知司 合音：MEGUMI
3. brave heart （Moonlit Version） [4:25]
  - 作詞：MEGUMI、作曲：太田美知彦、編曲：十川知司
4. brave heart -instrumental-
5. 閃亮的碎片 -instrumental-
6. brave heart （Moonlit Version） -instrumental-

## 收錄專輯
- brave heart
《feel well》
- 閃亮的碎片
專輯未收錄
- brave heart （Moonlit Version）
《center color》（收錄moon shake version）